# Отред, Уильям
Уи́льям О́тред (англ. William Oughtred, 5 марта 1574—30 июня 1660) — английский математик. В старых русских источниках может называться Вильям Отред или Вильям Оутред. Известен как изобретатель логарифмической линейки (1622 год) и один из создателей современной математической символики. Его заочными учениками были Кристофер Рен и Джон Валлис. Труды Отреда оказали значительное влияние на развитие алгебры.

## Биография
Отред родился в Итоне, графство Бэкингемшир (в наши дни — Беркшир), в семье священника. Окончил Кембриджский университет (1595), после чего до 1608 года преподавал там. Затем он выбрал духовную карьеру англиканского священника, в 1608 году получил приход в Олбери (Albury), недалеко от Лондона, где и провёл большую часть своей жизни. Одновременно Отред продолжал заниматься математикой, преподавал эту науку многочисленным ученикам и вёл интенсивную переписку с видными математиками того периода.
«Все его мысли были сосредоточены на математике, — писал современник Отреда, — и он все время размышлял или чертил линии и фигуры на земле… Его дом был полон юных джентльменов, которые приезжали отовсюду, чтобы поучиться у него».
Следует упомянуть, что изобилие учеников объясняется не только высоким качеством преподавания, но и тем, что Отред принципиально не брал плату за обучение.
Отред был убеждённым монархистом. Он прожил долгую жизнь, пережил революцию и гражданскую войну и, по одной из версий, скончался от взрыва восторга, когда услышал новость о восстановлении на престоле Карла II (1660).

## Научные достижения

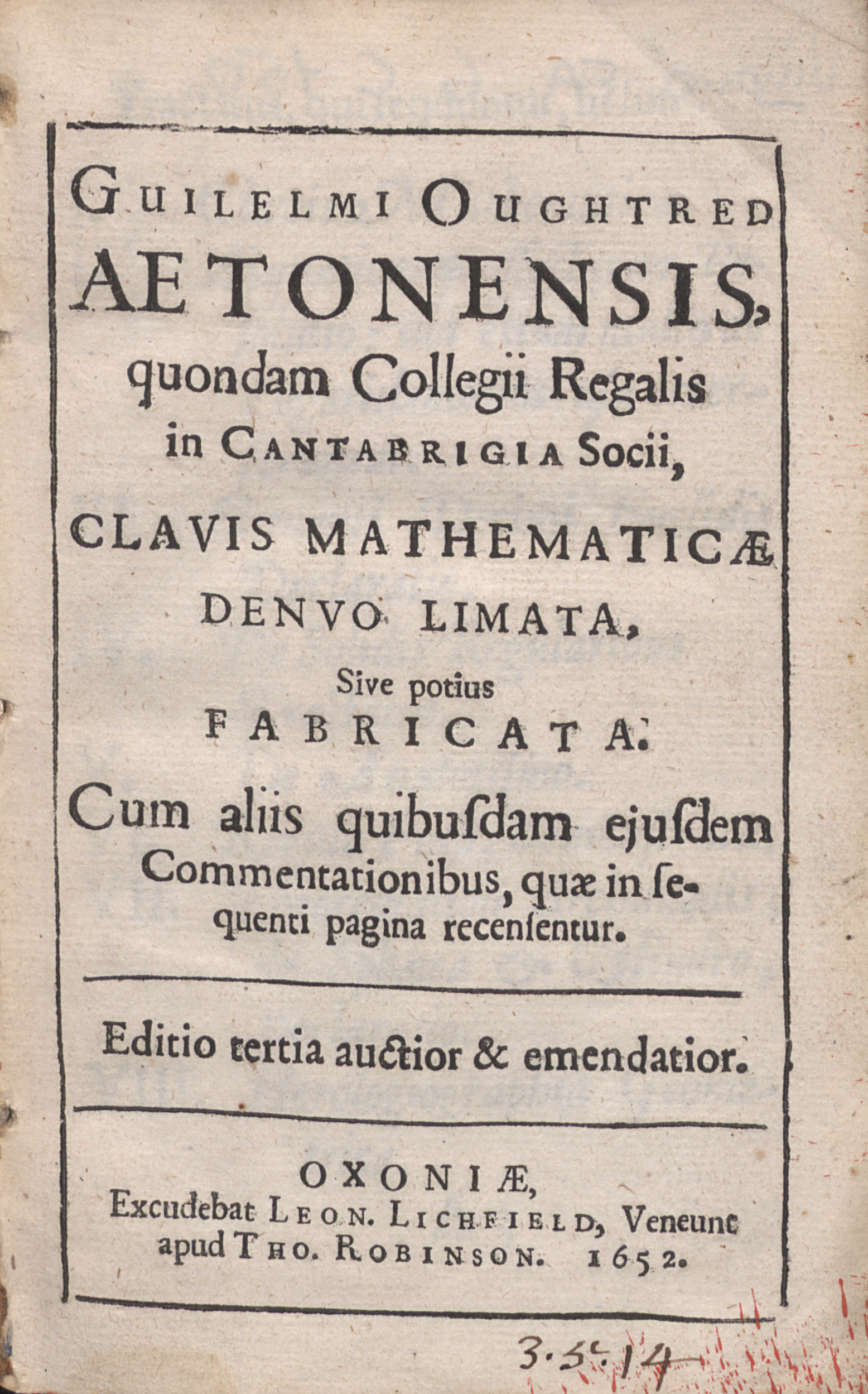
Clavis mathematicae, 1652

Отред внёс решающий вклад в изобретение удобной для пользования логарифмической линейки тем, что предложил использовать две одинаковые шкалы, скользящие одна вдоль другой. Саму идею логарифмической шкалы ранее опубликовал валлиец Эдмунд Гантер, но для выполнения вычислений эту шкалу нужно было тщательно измерять двумя циркулями. Двойная шкала Отреда сразу давала результат. В 1662 году Сет Партридж изобрёл бегунок и визир, и в этом виде логарифмическая линейка верно служила инженерам и математикам более 300 лет, пока не появились электронные калькуляторы.
Отред изобрёл также компактную круговую логарифмическую линейку, которая получила некоторую известность и вызвала ряд подражаний. В окончательном виде круговая линейка Отреда имела десять шкал и позволяла умножать, делить и находить значения нескольких тригонометрических функций.
Отред — автор нескольких стандартных в современной математике обозначений и знаков операций:
- Знак умножения — косой крестик: ×.
- Знак деления — косая черта: /.
- Символ параллельности: {\displaystyle \|} .
- Краткие обозначения функций sin и cos. Раньше писали полностью: Sinus, Cosinus.
- Термин «кубическое уравнение».

Он опубликовал несколько математических работ:
- Clavis Mathematicae (Ключ к математике, 1631) — превосходный учебник арифметики, использовавшийся даже в XVIII веке. При жизни Отреда книга выдержала три переиздания.
- Circles of Proportion and the horizontal instrument (трактат по навигации с описанием круговой логарифмической линейки, 1632).
- Ряд работ по тригонометрии и конструированию часов.
- Opuscula Mathematica hactenus inedita, посмертно опубликованный сборник неизданного 1676.